# پیام دانشجو
نشریه پیام دانشجو از سال ۱۳۶۸ به صورت فصل‌نامه و از سال ۱۳۷۳ به صورت هفته‌نامه توسط «اتحادیه انجمن‌های اسلامی دانشجویان و فارغ‌التحصیلان دانشگاه‌ها و مراکز آموزش عالی» و به مدیریت حشمت‌الله طبرزدی منتشر گردید. این نشریه پس از یک نوبت توقیف طولانی مدت، سرانجام لغو امتیاز شد.

پیگیری پرونده اختلاس ۱۲۳ میلیارد تومانی فاضل خداداد که نام محسن و مرتضی رفیق‌دوست (رییس وقت بنیاد مستضعفان و جانبازان انقلاب اسلامی و برادرش) نیز در آن مطرح شد، از دلایل اصلی توقیف این نشریه بود.